# 鮮魚行學校

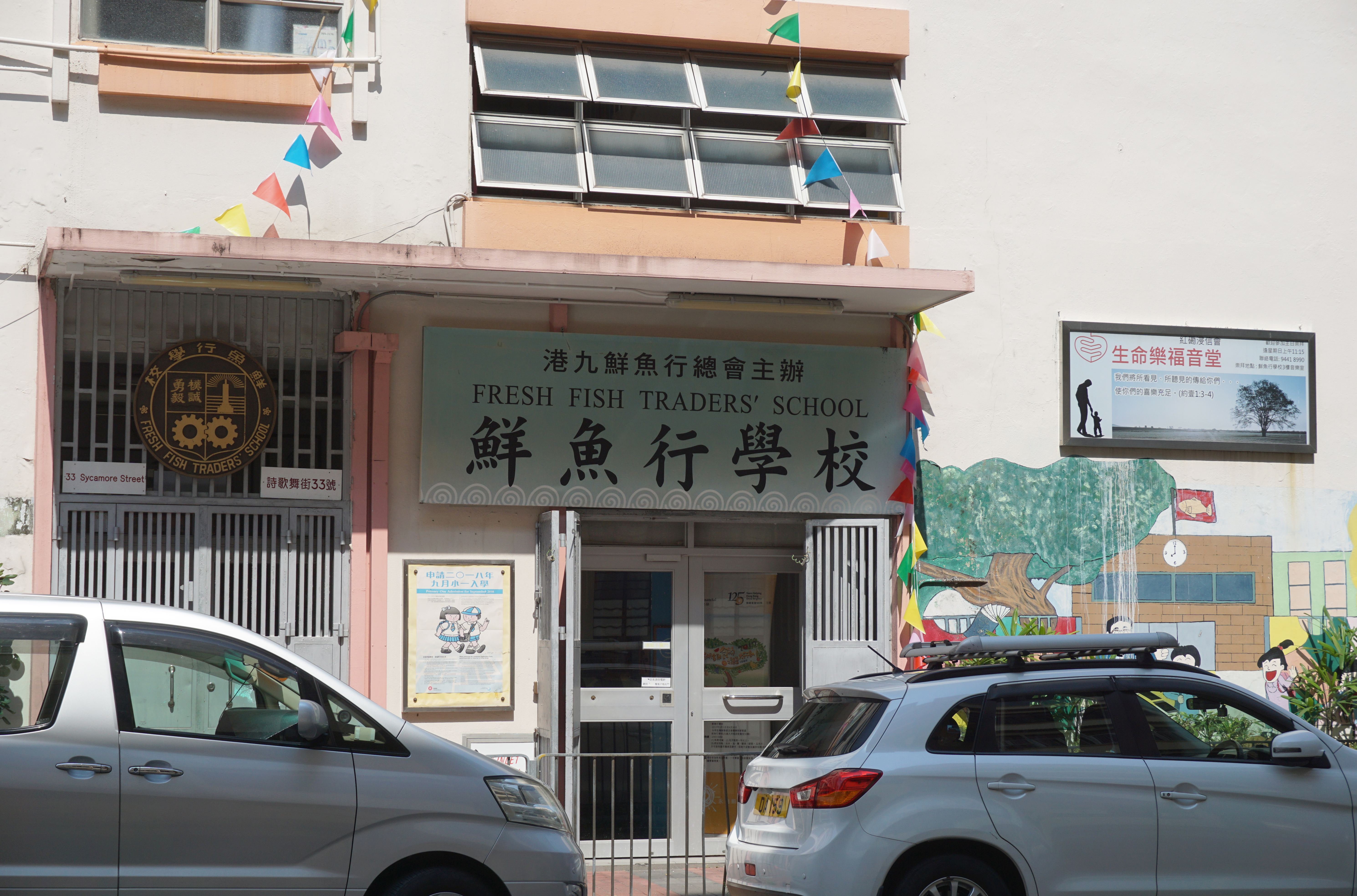
校舍入口

鮮魚行學校（英語：Fresh Fish Traders' School）是一所位於香港九龍大角咀的小學。2004年初，因為該校在2003－2004年度新生不足23人，教統局根據政策「殺校」（停辦），並命令停止錄取小一學生，事件為傳媒廣泛報道，該校師生組織起來抗議政府的決定。2004年中，該校獲教統局安排「特別視學」，報告建議保留該校，教統局收回「殺校」決定，當時鮮魚行學校亦已擬籌款開辦私立小學一年級課程。2004年10月，《大公報》報道，該校終於2004－2005年度收錄足夠的小一新生，教統局重新資助該校的小一課程，毋須私辦。

## 校政管理
歷任校監
- 王文翰 先生[1]
- 麥思華 先生
- 陳鎮興 先生[2]
- 黃天雄 先生

歷任校長
- 麥思華 先生[1]
- 鄧慕嫦 女士[2]
- ？至2015年：梁紀昌 先生
- 2015年至今：施志勁 先生

歷任副校長
- 蘇潔明 女士

## 歷史
該校為港九鮮魚行總會興辦之政府津貼小學，校舍獨立，樓高四層，佔地一萬餘平方公尺，由政府撥地興建，於1969年9月15日正式落成立，校董會負責監督及管理該校，且由時任港九鮮魚行總會理事長溫秩於同年6月主持校舍奠基禮。該會一共花費50多萬元興建校舍（當20萬由鮮魚行仝人捐予），其餘建築費用由教育司署承擔。開校之初，鮮魚行學校已獲准為津貼學校，採用上、下午校上課模式，合共開辦24班。
2005年10月18日，該校獲得培正中學校友、商人顧明鈞捐款100萬港元，成為該校歷年獲得最大筆捐款。校長梁紀昌形容此猶如及時雨，正好支持該校三年內全面推行英語科小班教學，繼續提升教學質素。據《星島日報》了解，該校小三學生2005年成績全面上升，在「全港性系統評估」中，成績已經接近全港水平線，數學一科更超過平均指標；該校小六學生成績理想，中文及英文科更拋離全港平均成績。 
2004年曾上街遊行、到街市籌款、最後通過特別視學而逃過一劫的鮮魚行學校，三年後再次面臨殺校，2007年3月9日學校再接獲教統局下學年停辦小一的通知，辦學團體決定，放棄其他救校方案，靜待三年後光榮結束。有家長接獲殺校通知的消息後，曾寫信鼓勵校長，信中說： 「我兩夫妻堅持下學年度仍把小兒交託給您與貴校教職員……一年也好、兩年也好，對我們來說均是寶貴。」
校長梁紀昌曾多次力挽汪瀾，最終逃不過學校被殺的命運：「既然盡全力也得不到教統局的認同，與其勉強支持，不如光榮結束。至於鮮魚行學校的結束是誰之過，便由社會公論。」
5月28日，獲通知申辦私營小一班成功。在2012-13學年，率先全港推動國民教育課程。

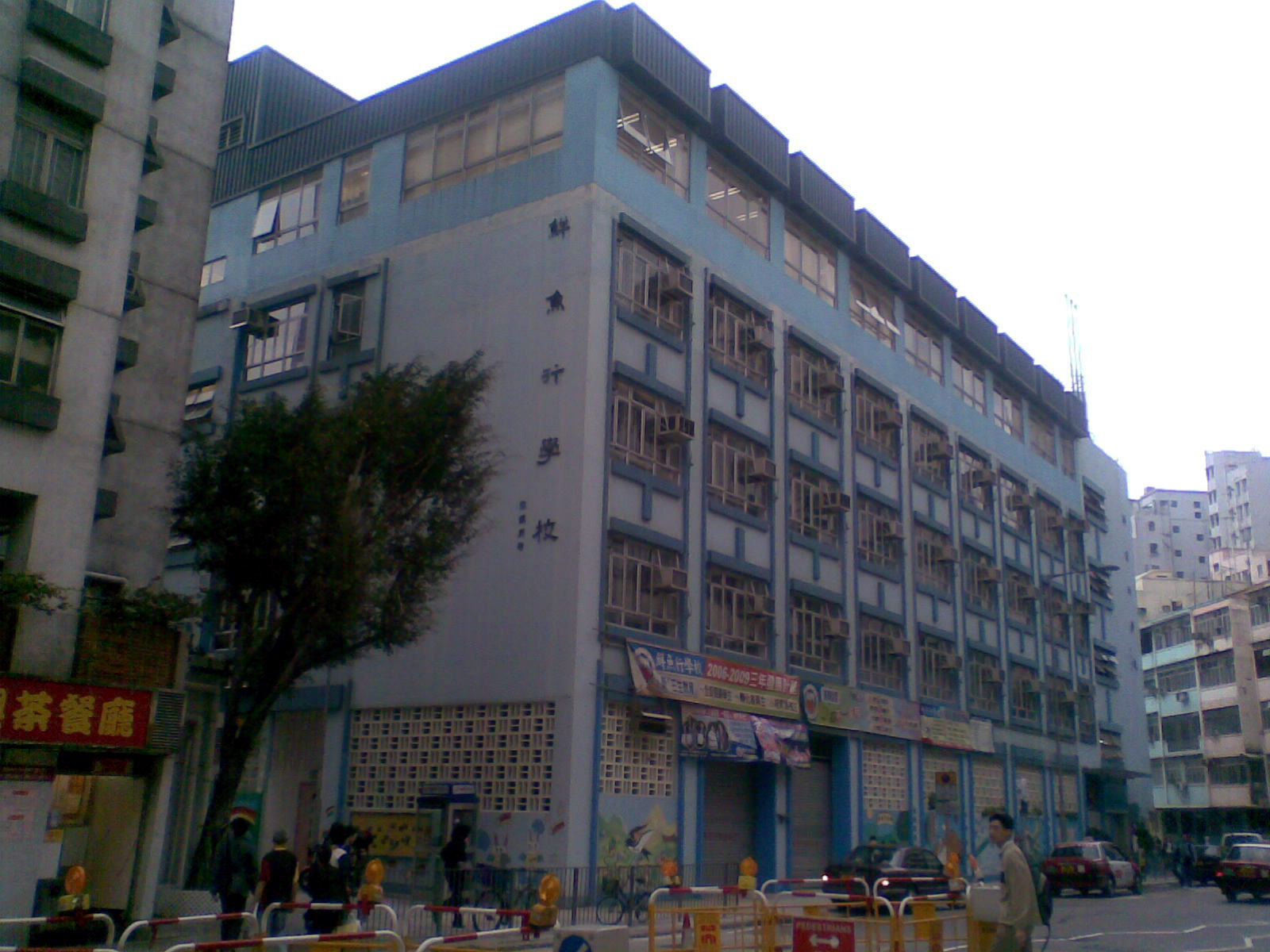
翻油前的校舍（2007年）
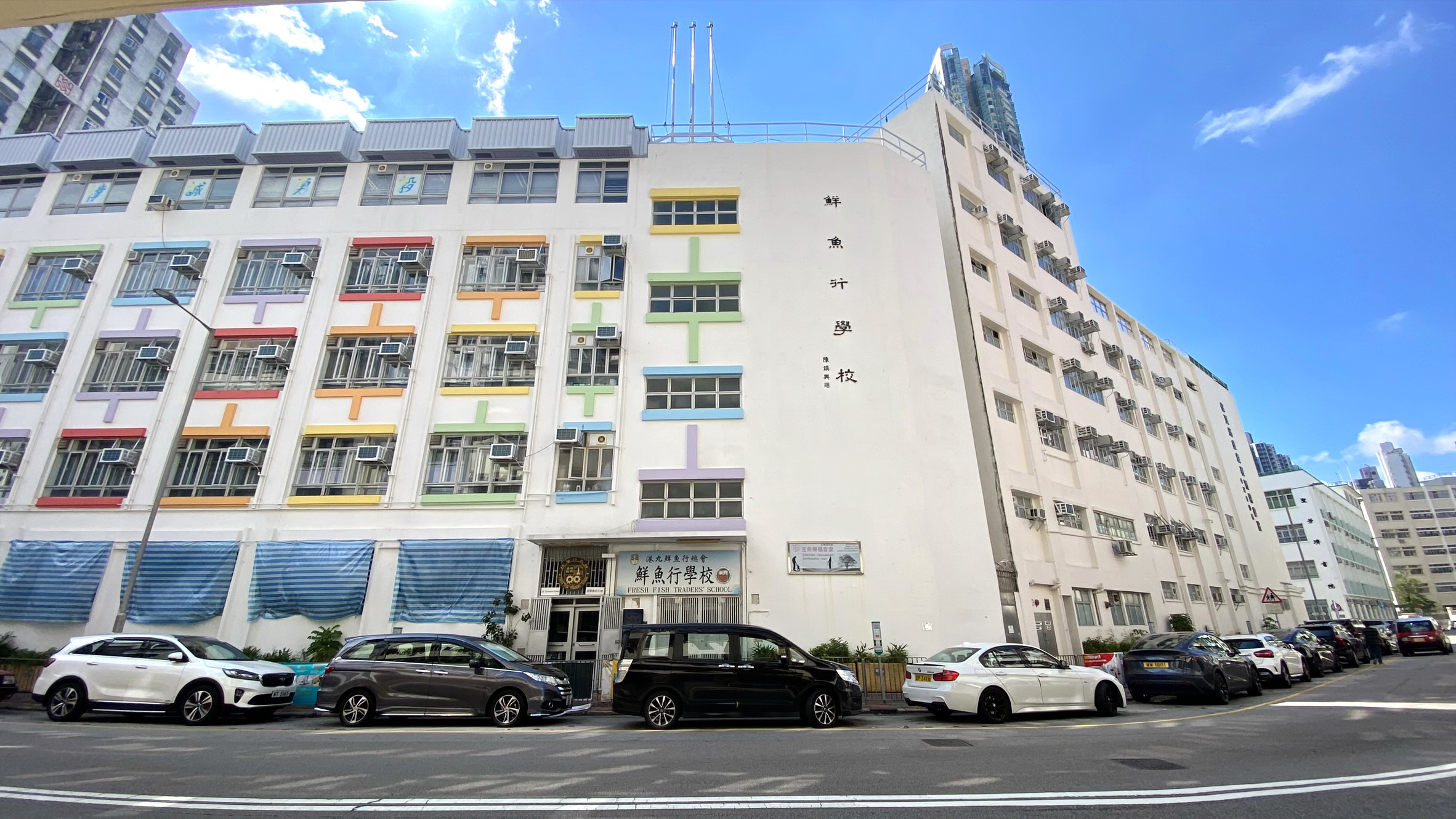
鮮魚行學校，前方道路為詩歌舞街

## 著名/傑出校友
- 譚坤倫：香港男演員
- 曹思詩：前香港女演員

## 外部連結
- 鮮魚行學校官方網址 （页面存档备份，存于）